# Engelrod
Engelrod ist der nach Einwohnerzahl größte Ortsteil der Gemeinde Lautertal im mittelhessischen Vogelsbergkreis. Der Ort liegt am Vogelsberg im Naturpark „Hoher Vogelsberg“. Durch den Ort verläuft die Landesstraße 3139.

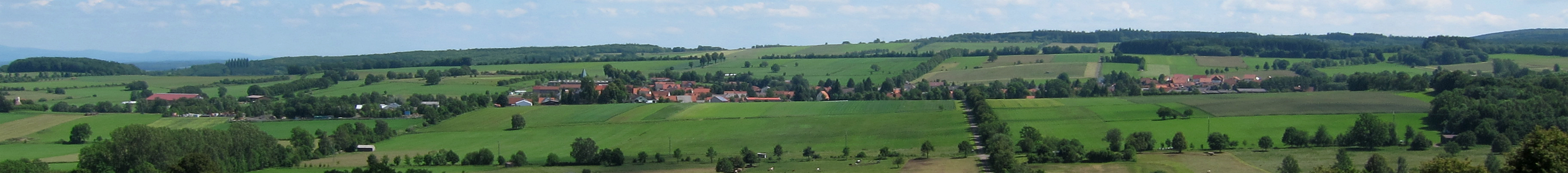
Panorama Engelrods

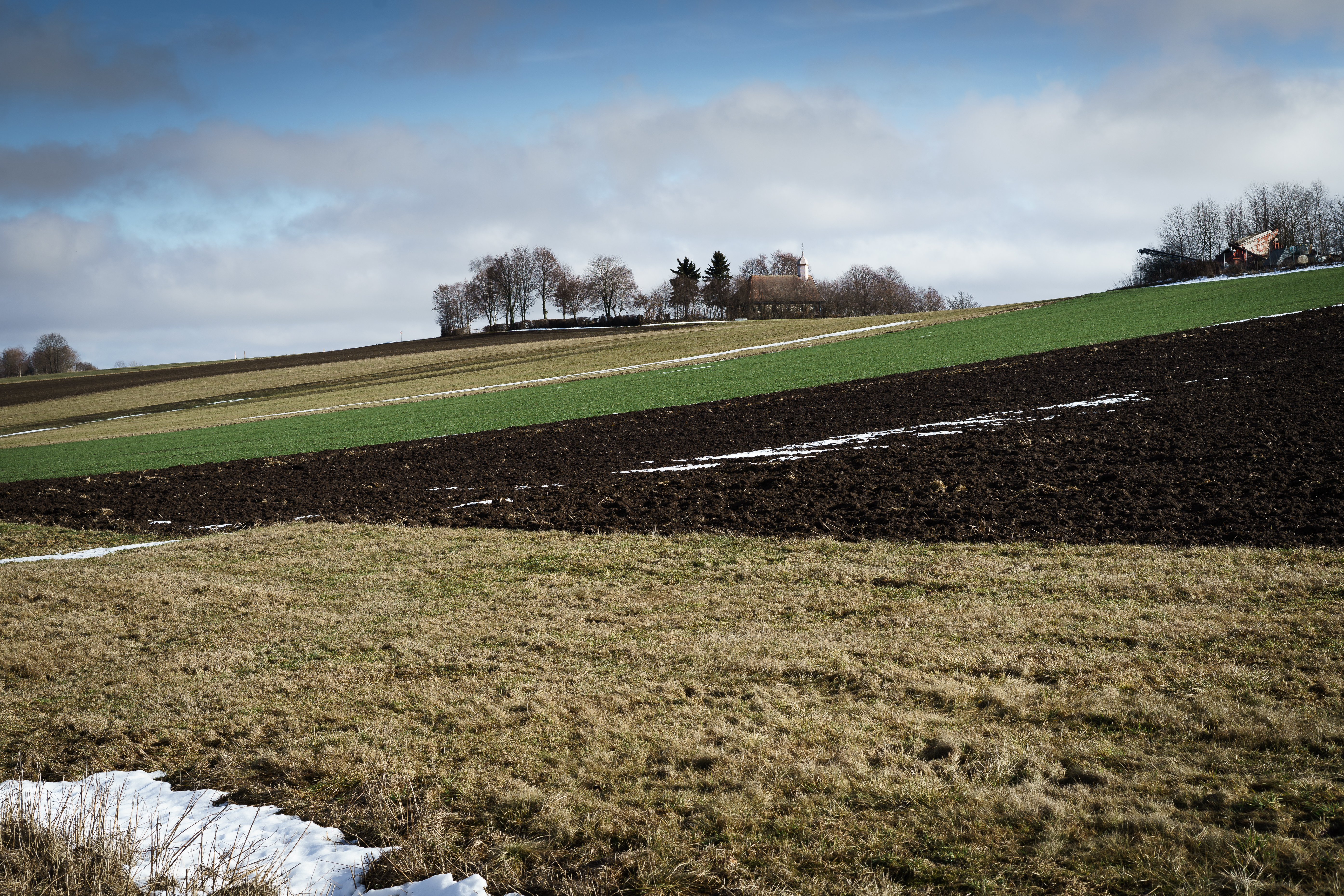
Blick von der Kreuzwiese zum Friedhof

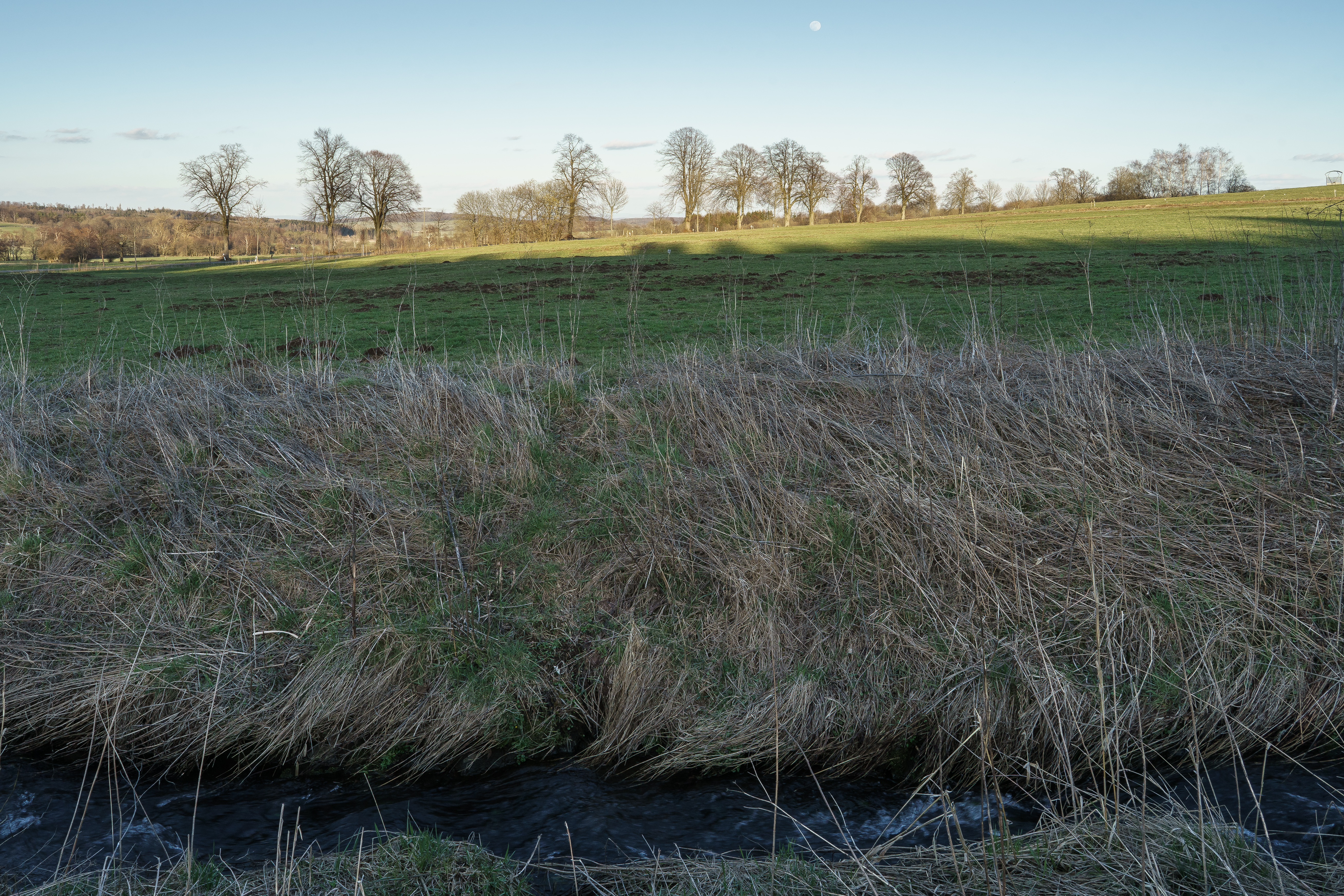
Brenderwasser im Flurstück Auf der Fell

## Ortsgeschichte

### Mittelalter
Der Name Engelrod leitet sich ab von dem Rufnamen „Angilo“. Die älteste bekannte schriftliche Erwähnung von Engelrod erfolgte im Jahr 1287 Engelrodt. Engelrod wird hier zusammen mit Holtzmansfelt erwähnt: "Engelrod et Holtzmansfelt".
Am Ägidiustag, dem 1. September 1320, wurde ein Vertrag zwischen Eberhard, Edlem von Breuberg, ein Vertrag mit den Brüdern Johann, Traboto und Heinrich von Eisenbach geschlossen. Gegenstand des Vertrages waren das Gericht Engelrod, das Gericht zu Hopfmannsfeld, die Mühle zu Alsfeld, das Gericht zu Frischborn und das „... forwercke zu Bruwertswende ...“
Weitere historische Nennungen des Ortsnamens von Engelrod finden sich in Urkunden des 14. Jahrhunderts: 1333: Engelrode und 1384: Engilrade sowie
1454 in einem Kopiar Engelrodt

### Neuzeit
In den Jahren 1751–1754 fand in den Orten des damaligen Gerichts Engelrod ein Aufstand der Bauern statt, der in seinen Ursprüngen bis in das Jahr 1651 zurückreichte und erst 1773 in einem Vergleich endete. Das Gericht Engelrod umfasste im 17. Jahrhundert die Orte Engelrod, Hopfmannsfeld, Eichenrod, Eichelhain, Lanzenhain, Hörgenau, Dirlammen, Rebgeshain, Blitzenrod und Frischborn.
1789 beklagte der Engelröder Schultheiß, dass nur wenige Untertanen genügend Getreide für das Brot anbauen konnten. Die meisten mussten Getreide zukaufen. Nur der Flachsanbau und die Viehzucht brachten Geld ein. Es dominierte die Leinweberei. Bereits 1580 hatten die Bauern in Engerod, Eichelhain, Hörgenau, Eschenrod, Hopfmannsfeld und Dirlammen ihre Abgaben und Dienste in jährliche Geldleistungen umgewandelt. Es blieben aber noch das Hafergeld, Rauch- und Käsgeld, Abgaben für Hühner und Eier, Summen, die kaum gezahlt werden konnten.
Die Statistisch-topographisch-historische Beschreibung des Großherzogthums Hessen berichtet 1830 über Engelrod:

„Engelrod (L. Bez. Lauterbach) evangel. Pfarrdorf; liegt im Vogelsberg 3 St. von Lauterbach, und gehört dem Freiherrn von Riedesel. Der Ort hat 76 Häuser, 484 Einw., die außer 2 Kath. evangelisch sind, 1 Kirche und 3 Mahlmühlen. Von den Felderzeugnissen kann jährlich eine bedeutende Menge ausgeführt werden. – Dieses Orts wird 1287 zum Erstenmal gedacht; der Pfarrsatz gehörte der Abtei Hersfeld. Ein Hagelschlag am 28. Juni 1829 hat alle Felderzeugnisse total zerstört.“

Eine Wasserleitung wurde 1904 verlegt.
Hessische Gebietsreform (1970–1977)
Im Zuge der Gebietsreform in Hessen wurde zum 31. Dezember 1971 die Gemeinde Lautertal durch den Zusammenschluss der bisherigen Gemeinden Eichelhain, Eichenrod, Engelrod, Hörgenau und Meiches neu gebildet. Am 1. Februar 1972 kamen Dirlammen und Hopfmannsfeld hinzu. Am 1. Februar 1980 wurde der Name der Gemeinde amtlich in Lautertal (Vogelsberg) geändert.

### Verwaltungsgeschichte im Überblick
Die folgende Liste zeigt die Staaten und Verwaltungseinheiten, denen Engelrod angehört(e):

- vor 1567: Heiliges Römisches Reich, Landgrafschaft Hessen, Gericht Engelrod der Freiherren Riedesel zu Eisenbach
- ab 1567: Heiliges Römisches Reich, Gericht Engelrod[17]
- 1604–1648: Heiliges Römisches Reich, strittig zwischen Landgrafschaft Hessen-Darmstadt und Landgrafschaft Hessen-Kassel (Hessenkrieg)
- ab 1623: Heiliges Römisches Reich, Landgrafschaft Hessen-Darmstadt, Gericht Engelrod (Freiherren Riedesel zu Eisenbach)[18]
- 1787: Heiliges Römisches Reich, Landgrafschaft Hessen-Darmstadt, Oberfürstentum Hessen, Amt Ulrichstein, Gericht Engelrod (Freiherren Riedesel zu Eisenbach)
- ab 1806: Großherzogtum Hessen,[Anm. 2] Fürstentum Oberhessen, Amt Ulrichstein, Gericht Engelrod (Freiherren Riedesel zu Eisenbach)[19][20]
- ab 1815: Großherzogtum Hessen, Provinz Oberhessen, Amt Engelrod der Freiherren Riedesel zu Eisenbach[21]
- ab 1821: Großherzogtum Hessen, Provinz Oberhessen, Landratsbezirk Herbstein[22][Anm. 3]
- ab 1825: Großherzogtum Hessen, Provinz Oberhessen, Umbenennung in Landratsbezirk Lauterbach
- ab 1848: Großherzogtum Hessen, Regierungsbezirk Alsfeld
- ab 1852: Großherzogtum Hessen, Provinz Oberhessen, Kreis Lauterbach
- ab 1867: Norddeutscher Bund[Anm. 4] Großherzogtum Hessen, Provinz Oberhessen, Kreis Lauterbach
- ab 1871: Deutsches Reich, Großherzogtum Hessen, Provinz Oberhessen, Kreis Lauterbach
- ab 1918: Deutsches Reich (Weimarer Republik), Volksstaat Hessen, Provinz Oberhessen, Kreis Lauterbach
- ab 1938: Deutsches Reich, Volksstaat Hessen, Landkreis Lauterbach[23][Anm. 5]
- ab 1945: Amerikanische Besatzungszone,[Anm. 6] Groß-Hessen, Regierungsbezirk Darmstadt, Landkreis Lauterbach
- ab 1946: Amerikanische Besatzungszone, Hessen, Regierungsbezirk Darmstadt, Landkreis Lauterbach
- ab 1949: Bundesrepublik Deutschland, Hessen, Regierungsbezirk Darmstadt, Landkreis Lauterbach
- ab 1972: Bundesrepublik Deutschland, Hessen, Regierungsbezirk Darmstadt, Vogelsbergkreis, Gemeinde Lautertal (Vogelsberg)
- ab 1981: Bundesrepublik Deutschland, Hessen, Regierungsbezirk Gießen, Vogelsbergkreis, Gemeinde Lautertal (Vogelsberg)

### Gerichte seit 1803
In der Landgrafschaft Hessen-Darmstadt wurde mit Ausführungsverordnung vom 9. Dezember 1803 das Gerichtswesen neu organisiert. Für die Provinz Oberhessen wurde das Hofgericht Gießen als Gericht der zweiten Instanz eingerichtet. Die Rechtsprechung der ersten Instanz wurde durch die Ämter bzw. Standesherren vorgenommen und somit war für Engelrod ab 1806 das „Patrimonialgericht der Freiherren Riedesel zu Eisenbach“ in Engelrod zuständig. Nach der Gründung des Großherzogtums Hessen 1806 wurden die Aufgaben der ersten Instanz 1821–1822 im Rahmen der Trennung von Rechtsprechung und Verwaltung auf die neu geschaffenen Land- bzw. Stadtgerichte übertragen. Dafür wurde das standesherrliche „Landgericht Lauterbach“ geschaffen.
Erst infolge der Märzrevolution 1848 wurden mit dem „Gesetz über die Verhältnisse der Standesherren und adeligen Gerichtsherren“ vom 15. April 1848 die standesherrlichen Sonderrechte endgültig aufgehoben. Im Zuge der 1853 durchgeführten Neuordnung der Gerichtsbezirke in der Provinz Oberhessen sollte der Sitz des Landgerichts von Altenschlirf nach Herbstein verlegt werden und dabei dessen Sprengel um die bis dahin zum Landgerichtsbezirk Lauterbach gehörigen Orte Dirlammen, Eichelhain, Eichenrod, Engelrod, Hörgenau, Hopfmannsfeld und Lanzenhain erweitert werden; dies geschah jedoch beides erst mit Wirkung zum 1. September 1854.
Anlässlich der Einführung des Gerichtsverfassungsgesetzes mit Wirkung vom 1. Oktober 1879, infolge derer die bisherigen großherzoglichen Landgerichte durch Amtsgerichte an gleicher Stelle ersetzt wurden, während die neu geschaffenen Landgerichte nun als Obergerichte fungierten, kam es zur Umbenennung in „Amtsgericht Herbstein“ und Zuteilung zum Bezirk des Landgerichts Gießen.
Am 1. Juli 1957 verlor das Amtsgericht Herbstein seine Selbständigkeit und wurde endgültig – nachdem es dies schon zu Ende des Zweiten Weltkrieges war – zur Zweigstelle des Amtsgerichts Lauterbach. Am 1. Juli 1968 wurde auch diese Zweigstelle aufgehoben. Am 1. Januar 2005 wurde das Amtsgericht Lauterbach als Vollgericht aufgehoben und zur Zweigstelle des Amtsgerichts Alsfeld. Zum 1. Januar 2012 wurde auch diese Zweigstelle geschlossen.

### Räuber

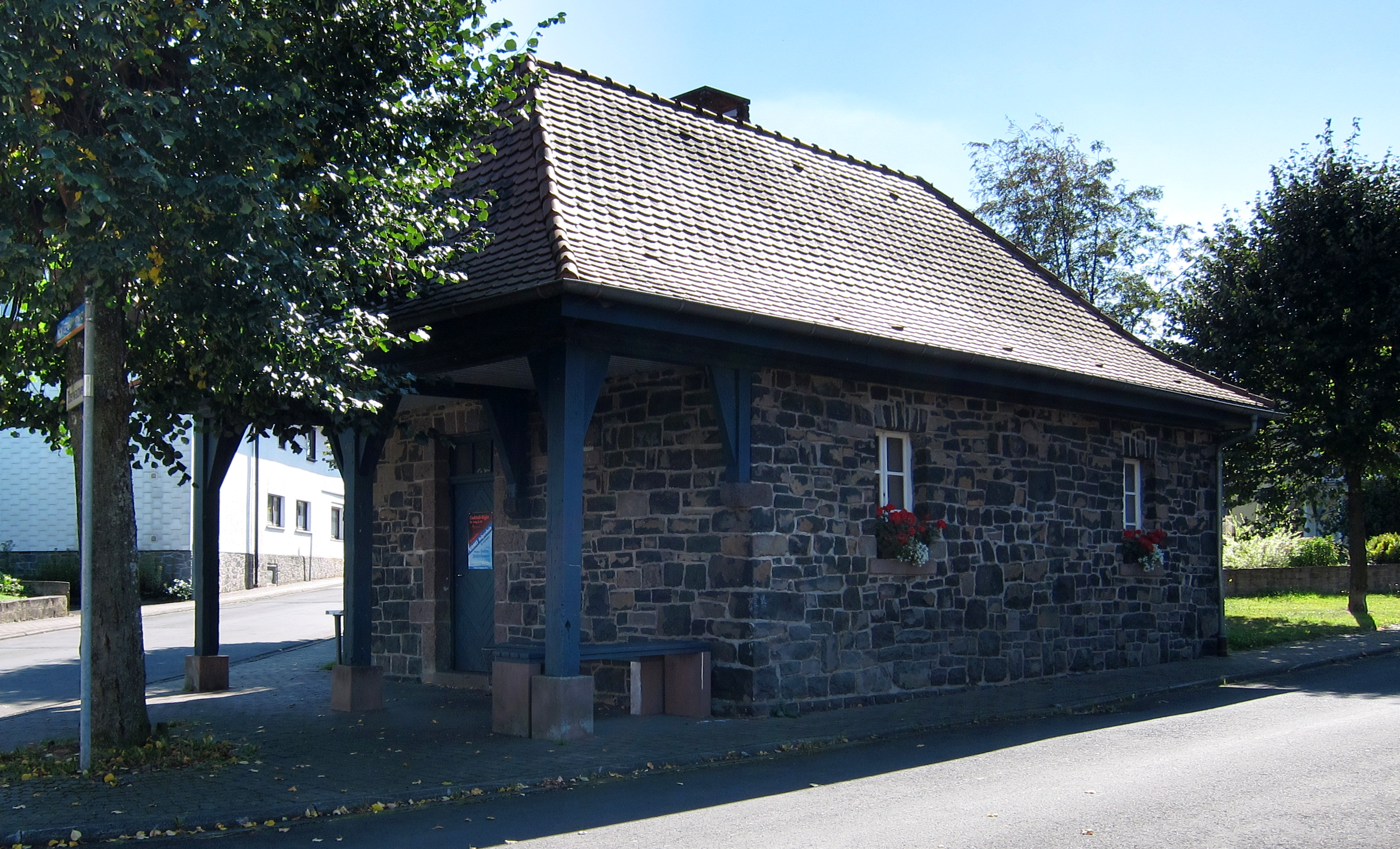
Oberes Backhaus, ca. 1920

Im Mai 1805 raubten Mitglieder der Wetterauer Bande, nämlich Ludwig Funk, genannt der „Selnröder Ludwig“, und seine Kumpane Peter Görzel, vulgo „Heiden-Peter“, Kaspar Huthmann, Johannes Lehn II. und Johannes Köddinger die Schäferhütte des Kaspar Gemmer beim Petershainer Hof aus. Die Räuber besaßen bei ihrer Festnahme in Engelrod in einem Hirtenhäuschen zwei Pistolen, ein Terzerol (eine Handfeuerwaffe), Pulver und Blei, außerdem ein Gusshorn mit dem Buchstaben G, welches sie dem Schäfer Gemmer entwendet hatten. Es wurden auch Gegenstände gefunden, welche die fünf bei einem Einbruch in Sellnrod kurz zuvor gestohlen hatten. Während Funk nach Gießen ins Zuchthaus gebracht wurde, verwies man die übrigen nach sechs Wochen Haft des Riedeselschen Landes.

### Religionsgeschichte
Historische Religionszugehörigkeit
| • 1829: | 482 evangelische, zwei katholische Einwohner                      |
| • 1961: | 549 evangelische (= 93,37 %), 25 katholische (= 4,25 %) Einwohner |

Kirche
Ein älteres Kirchengebäude musste 1847 wegen Baufälligkeit abgerissen werden. 1854 wurde das neue Gotteshaus eingeweiht. Zum Kirchspiel Engelrod gehören auch Hörgenau, Eichenrod, Eichelhain und Rebgeshain.

## Bevölkerung
Die Zahl der Haushalte in Engelrod betrug 1705 insgesamt 54, blieb dann zwischen 1753 (62 Haushalte) und 1789 (64 Haushalte) fast konstant.

### Einwohnerstruktur 2011
Nach den Erhebungen des Zensus 2011 lebten am Stichtag dem 9. Mai 2011 in Engelrod 558 Einwohner. Darunter waren 9 (1,6 %) Ausländer. Nach dem Lebensalter waren 93 Einwohner unter 18 Jahren, 216 zwischen 18 und 49, 129 zwischen 50 und 64 und 117 Einwohner waren älter. Die Einwohner lebten in 213 Haushalten. Davon waren 36 Singlehaushalte, 72 Paare ohne Kinder und 78 Paare mit Kindern, sowie 27 Alleinerziehende und 3 Wohngemeinschaften. In 42 Haushalten lebten ausschließlich Senioren und in 117 Haushaltungen lebten keine Senioren.

### Einwohnerentwicklung
| • 1800: | 426 Einwohner                      |
| • 1806: | 391 Einwohner, 70 Häuser           |
| • 1829: | 484 Einwohner, 76 Häuser           |
| • 1867: | 494 Einwohner, 73 bewohnte Gebäude |
| • 1875: | 505 Einwohner, 88 bewohnte Gebäude |

| Engelrod: Einwohnerzahlen von 1800 bis 2011 | Engelrod: Einwohnerzahlen von 1800 bis 2011 | Engelrod: Einwohnerzahlen von 1800 bis 2011 | Engelrod: Einwohnerzahlen von 1800 bis 2011 | Engelrod: Einwohnerzahlen von 1800 bis 2011 |
| --- | ------------------------------------------- | ------------------------------------------- | ------------------------------------------- | ------------------------------------------- |
| Jahr |                                             |                                             |                                             | Einwohner                                   |
| 1800 | 1800                                        |                                             | 426                                         | 426                                         |
| 1806 | 1806                                        |                                             | 391                                         | 391                                         |
| 1829 | 1829                                        |                                             | 484                                         | 484                                         |
| 1834 | 1834                                        |                                             | 486                                         | 486                                         |
| 1840 | 1840                                        |                                             | 510                                         | 510                                         |
| 1846 | 1846                                        |                                             | 505                                         | 505                                         |
| 1852 | 1852                                        |                                             | 515                                         | 515                                         |
| 1858 | 1858                                        |                                             | 494                                         | 494                                         |
| 1864 | 1864                                        |                                             | 504                                         | 504                                         |
| 1871 | 1871                                        |                                             | 541                                         | 541                                         |
| 1875 | 1875                                        |                                             | 505                                         | 505                                         |
| 1885 | 1885                                        |                                             | 516                                         | 516                                         |
| 1895 | 1895                                        |                                             | 491                                         | 491                                         |
| 1905 | 1905                                        |                                             | 491                                         | 491                                         |
| 1910 | 1910                                        |                                             | 516                                         | 516                                         |
| 1925 | 1925                                        |                                             | 538                                         | 538                                         |
| 1939 | 1939                                        |                                             | 501                                         | 501                                         |
| 1946 | 1946                                        |                                             | 658                                         | 658                                         |
| 1950 | 1950                                        |                                             | 650                                         | 650                                         |
| 1956 | 1956                                        |                                             | 578                                         | 578                                         |
| 1961 | 1961                                        |                                             | 588                                         | 588                                         |
| 1967 | 1967                                        |                                             | 573                                         | 573                                         |
| 1970 | 1970                                        |                                             | 555                                         | 555                                         |
| 1980 | 1980                                        |                                             | ?                                           | ?                                           |
| 1990 | 1990                                        |                                             | ?                                           | ?                                           |
| 2000 | 2000                                        |                                             | ?                                           | ?                                           |
| 2011 | 2011                                        |                                             | 558                                         | 558                                         |
| Datenquelle: Historisches Gemeindeverzeichnis für Hessen: Die Bevölkerung der Gemeinden 1834 bis 1967. Wiesbaden: Hessisches Statistisches Landesamt, 1968. Weitere Quellen: ; Zensus 2011 |                                             |                                             |                                             |                                             |

## Ortsvorsteher
Ortsvorsteherin ist seit 2019 Sabine Kreis.

## Kultur, Sport und Sehenswürdigkeiten

### Kulturdenkmäler
Siehe Liste der Kulturdenkmäler in Engelrod.

### Sportvereine

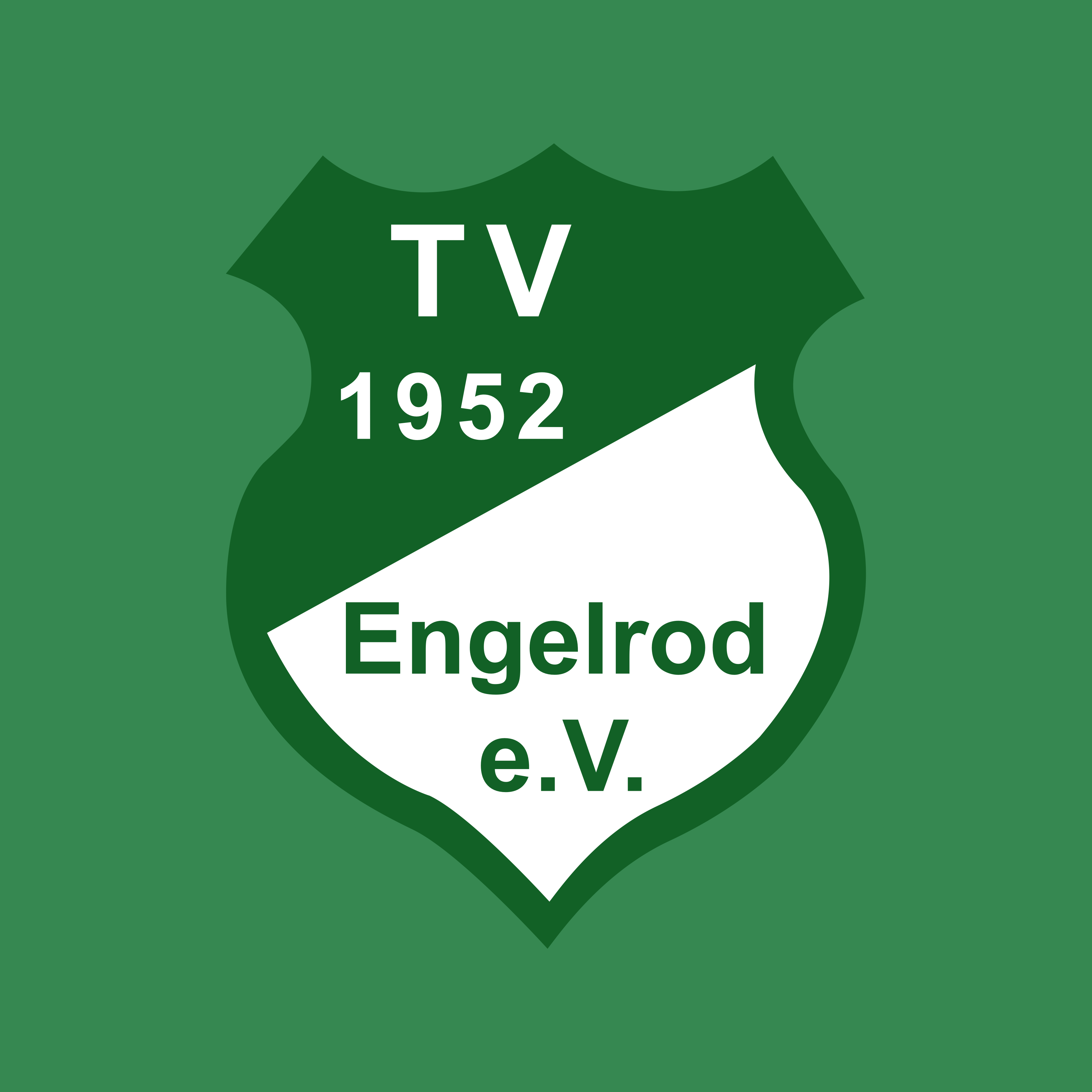
Logo des TV 1952 Engelrod e. V.

Der TV 1952 Engelrod e. V. wurde 1952 gegründet. Der Sportverein bietet sportliche Aktivitäten von Fußball bis zur Leichtathletik. Das Sportgelände befindet sich in der Eichelhainer Straße 25 in Lautertal-Engelrod und beherbergt ein Naturrasenplatz sowie ein Kunstrasentrainingsplatz.

### Naturdenkmäler

Naturdenkmal Dicker Stein
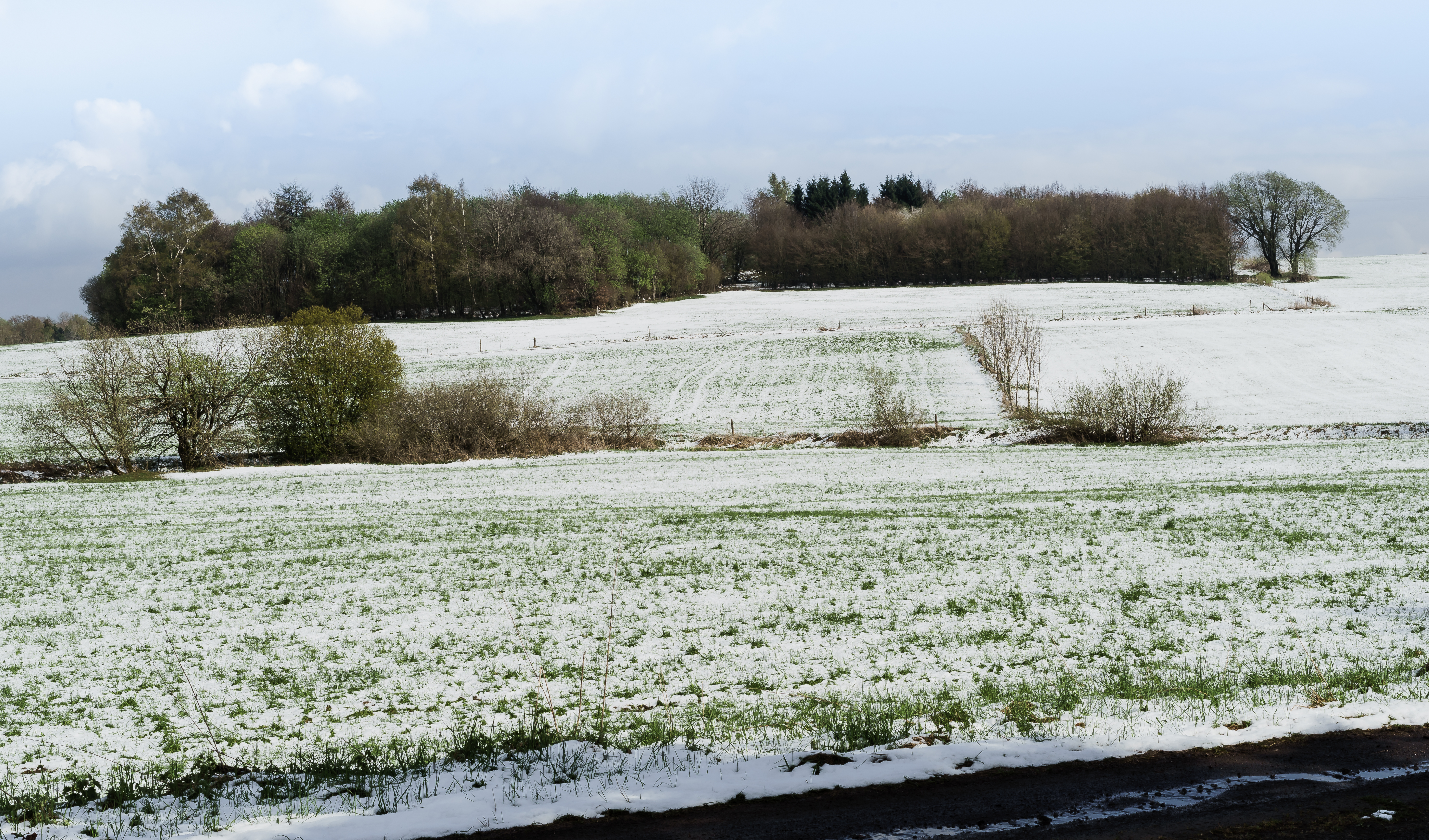
Naturdenkmal Dicker Stein, Ansicht von Nordwest
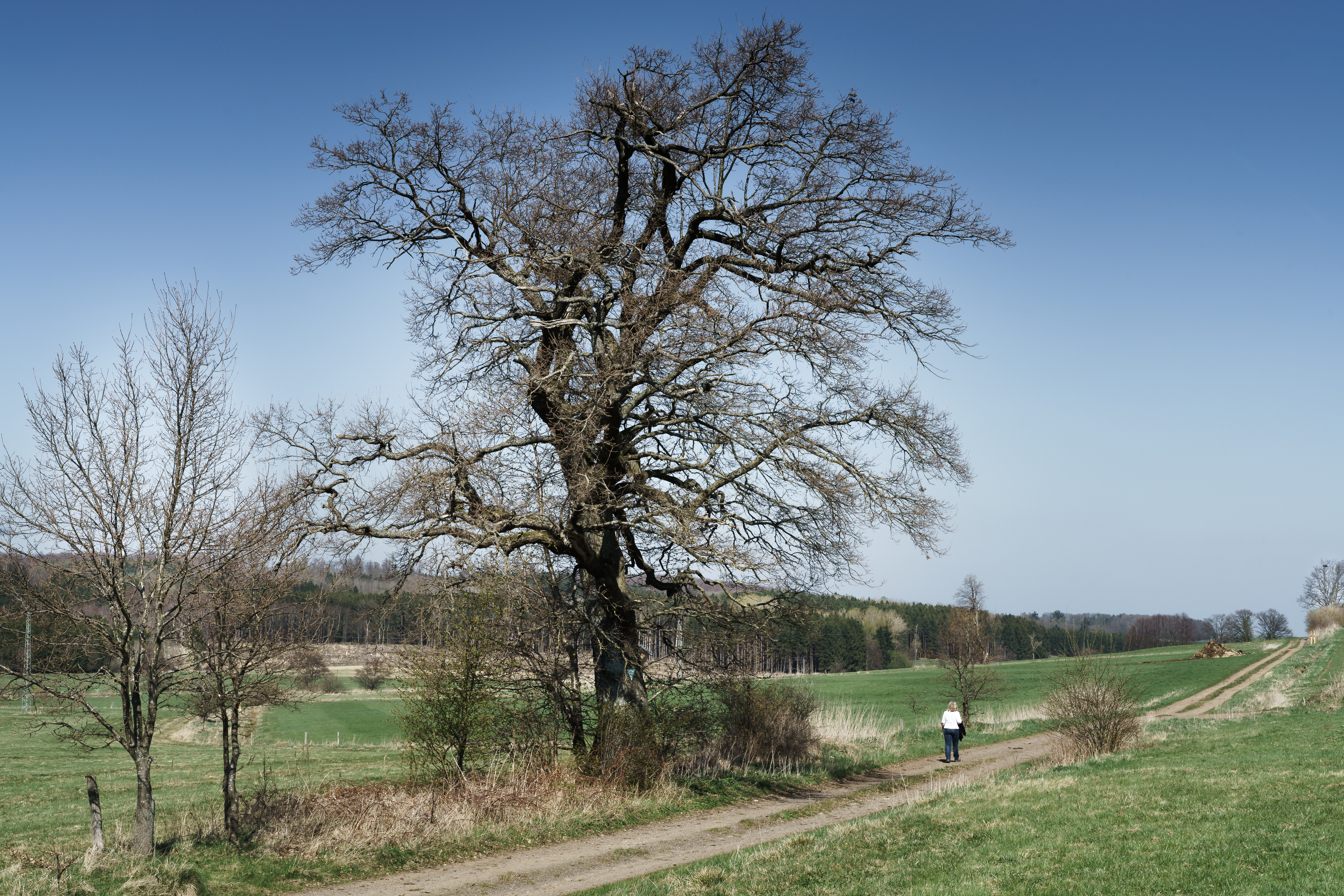
Naturdenkmal Eiche in der Kreuzwiese

## Wirtschaft und Infrastruktur
- Im Ort gibt es ein Dorfgemeinschaftshaus.
- Im Ort befindet sich eine Mittelpunkt-Grundschule.
- Auf dem 578 m hohen Goldnen Steinrück zwischen Engelrod, Helpershain, Meiches und Dirlammen befindet sich der größte zusammenhängende Windpark in Hessen mit mehr als 40 einzelnen Windkraftanlagen (siehe auch Windpark "Goldner Steinrück").

## Söhne und Töchter von Engelrod
- Johann Christian Arnold (1759–1842), Tapetenkünstler
- Friedrich Habicht (1803–1876), Landtagsabgeordneter Großherzogtum Hessen
- Gustav Kullmann (1848–1938), Präsident des Landgerichts Gießen